# American Law Institute

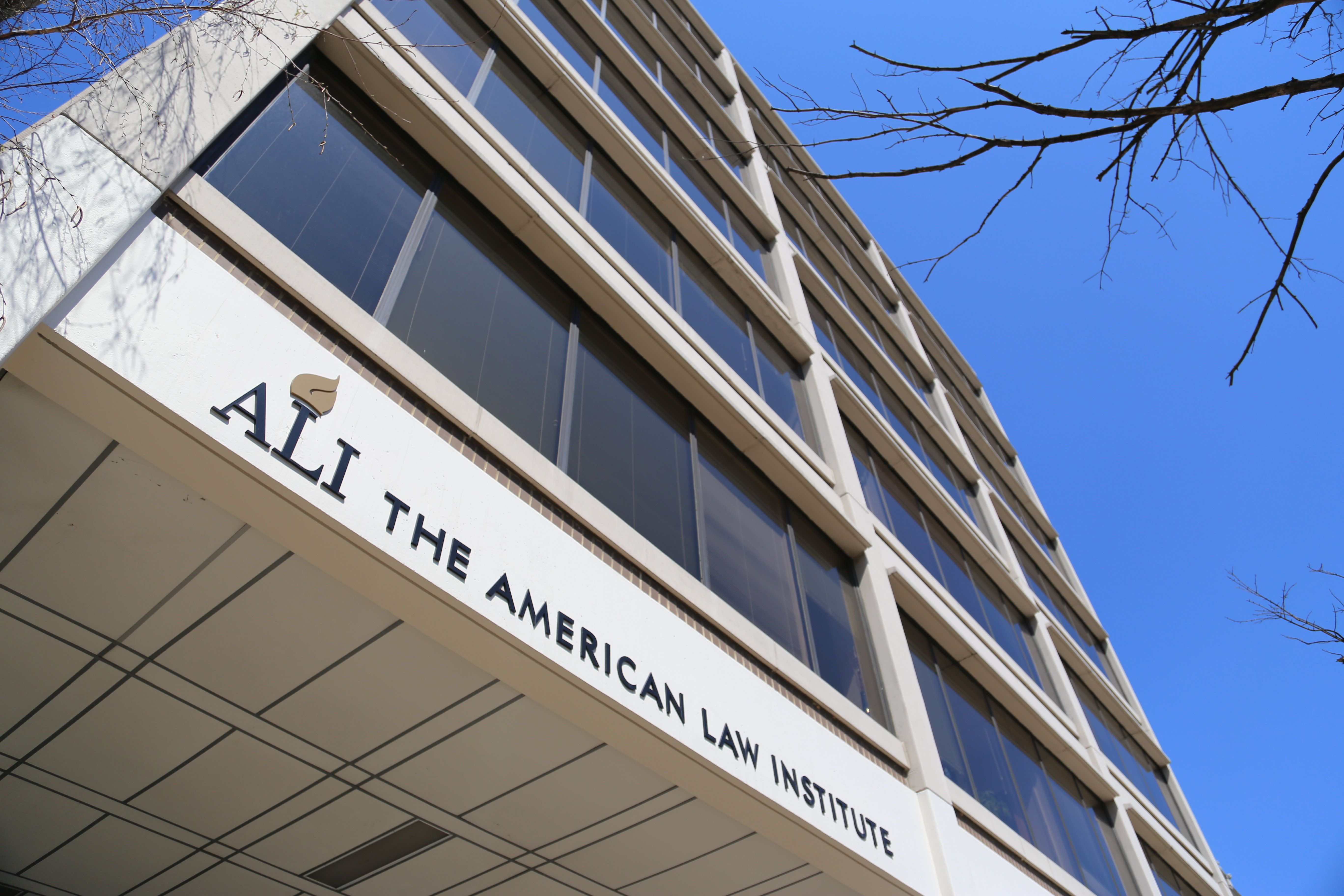
Hauptgebäude American Law Institute

Das American Law Institute wurde 1923 gegründet.
Die Hauptaufgabe besteht in der Systematisierung des amerikanischen Common Law. Diese Überblicke werden in Form von restatements of the law herausgegeben. Sitz ist Philadelphia.

## Direktoren
- William Draper Lewis (1923–1947)
- Herbert Funk Goodrich (1947–1962)
- Herbert Wechsler (1963–1984)
- Geoffrey C. Hazard, Jr. (1984–1999)
- Lance Liebman (1999–2014)
- Richard Revesz (seit 2014)